# 科幻+
《科幻+》（英語：Science-Fiction Plus）是1953年的美国科幻杂志，起初采用大尺寸铜版纸印刷，由雨果·根斯巴克出版，共发行七期。根斯巴克早在1926年就推出历史上第一本纯科幻杂志《惊人故事》，但从1936年转让《神奇故事》起就没有涉足科幻题材。他一直坚信科幻文学的教育作用，并在新杂志发表社论继续阐述自己的观念。杂志主笔山姆·莫斯科维茨曾接触许多早期纸浆杂志，在他的引导下，《科幻+》出版过许多二战前颇富盛名作家的作品，如雷蒙德·辛克·加伦、恩多·宾德和哈里·贝茨。这些早期作家的文笔同根斯巴克措辞恳切的社论结合，让杂志与时代显得格格不入。《科幻+》起初销量良好，但下跌很快。根斯巴克从第六期开始使用廉价的木浆造纸，但杂志依旧无利可图，年底的1953年12月號刊成为绝响。
除老作家外，莫斯科维茨也选登过包括克利福德·西马克、默里·伦斯特、罗伯特·布洛克和菲利普·何塞·法默等当时更有名作家的作品，其中西马克的《太空世代》、伦斯特的《梦魇行星》，以及法默的《奇怪的冲动》等作品颇受好评。《科幻+》还刊登过新人作品，但只有安妮·麦考菲利在科幻文学领域取得成功。科幻史学家认为，《科幻+》试图重现早期纸浆科幻杂志的风采，但这条路根本走不通。

## 出版史
1926年，雨果·根斯巴克在纸浆杂志大行其道期间推出历史上第一本纯科幻杂志《惊人故事》（Amazing Stories），推动科幻文学走上独立市场文体的道路。1929年因破产丧失杂志主创权后，根斯巴克很快又开办科幻杂志《太空神奇故事》（Air Wonder Stories）和《科学神奇故事》（Science Wonder Stories），并于不久后将两者合并成《神奇故事》（Wonder Stories）。1936年，他把杂志转让给信标杂志出版社（Beacon Magazines）的内德·派恩斯（Ned Pines）。接下来近十七年间，根斯巴克长期活跃在出版界，是多本盈利杂志的业主，但一直没有涉足科幻题材，直到1953年的《科幻+》为止。
根斯巴克聘请山姆·莫斯科维茨（Sam Moskowitz）担任主笔，并于1952年11月制出一期没有发行的样刊，其中所有文章都是根斯巴克撰写，署名既有本名，也有多个笔名，印刷目的只是要注册商标。1953年3月，《科幻+》创刊号面世，采用大尺寸铜版纸印刷，与当时占据领先地位的科幻杂志基本采用廉价纸张相比进步明显。科幻史学家迈克·阿什利（Mike Ashley）认为，采用更好的纸张从理论上来说应该能为杂志赢得市场主动。《科幻+》定价35美分，在当时同样极具竞争力。杂志起初销售态势良好，前四期都是月刊，但销量下滑后，《科幻+》从八月开始改为双月刊。根斯巴克当时还在出版技术杂志，如果新杂志销量与其他刊物相差不远，那么采用更昂贵的铜版纸依然有利可图，但实际情况显然不尽人意。为降低成本，《科幻+》从十月开始采用廉价木浆纸，但也只坚持到12月便停刊。

## 内容和评价

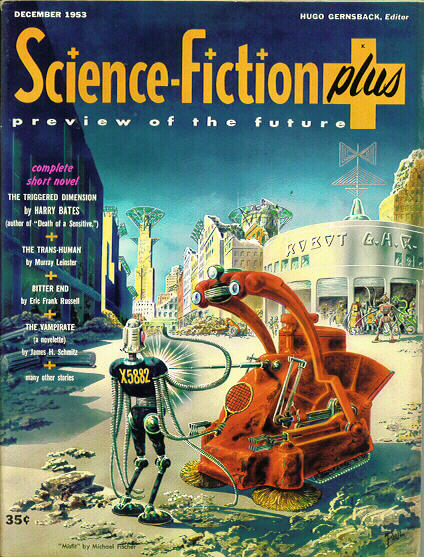
1953年12月的最后一期《科幻+》，封面由弗兰克·保罗设计。

根斯巴克从20世纪20年代初涉科幻出版领域起就认为，杂志刊登的文章应该给人启发，但为吸引读者，他也不得不在《神奇故事》上刊登情节荒诞或毫不科学的作品。1936至1953年，根斯巴克近十七年没有涉足科幻出版，作品发展方向与立足现实和教育意义这些他重视的理念渐行渐远。科幻史学家彼得·尼科尔斯（Peter Nicholls）和迈克·阿什利认为，科幻小说黄金时代从20世纪30年代末持续到四十年代中期，科幻作品“质量实现量子级跃升”，很可能是科幻文学史上进步最大的时代。开办《科幻+》后，根斯巴克的观念一如先前，他在第一期杂志发表社论，批评当时的科幻作品仿若童话，“以科幻小说之名，行怪诞奇幻之实！”并声明《科幻+》将立足于“真正的科学，预言般的科学幻想，并且充满纯正的科学品味。”社论还呼吁修改《美国专利法》，给予科幻作家单凭理念，无需专利模型便可获取专利的特权，因为许多技术进步就源自他们领先于时代的妙想天开。为证实上述观点，根斯巴克还援引自己1911年著作《拉尔夫124 41+》（Ralph 124C 41+）中许多颇具远见的技术构想为证。
杂志主编山姆·莫斯科维茨在科幻领域经验丰富，曾协助组织1939年的《第一届世界科幻大会》。他对优秀科幻文学有自己的观点，这些观点同根斯巴克并不完全一致。根斯巴克对科幻文学的关注重点在于教育意义，莫斯科维茨喜欢的科幻作家大多是在黄金时代以前成名。杂志刊登的文章由莫斯科维茨全权负责，他成功签来许多当时最有名的科幻作家，如克利福德·西马克（Clifford D. Simak）、默里·伦斯特（Murray Leinster）、罗伯特·布洛克、詹姆斯·亨利·施密茨（James H. Schmitz）和菲利普·何塞·法默（Philip José Farmer），同时还有多位二战前颇富盛名的作家，如雷蒙德·辛克·加伦（Raymond Z. Gallun）、恩多·宾德（Eando Binder）和哈里·贝茨（Harry Bates）。阿什利和另一位科幻史学家唐纳德·劳勒（Donald Lawler）都认为，这些作者的文章混合在一起，导致整个杂志虽然外表光鲜亮丽，内容却难免过时。阿什利称，《科幻+》给人的感觉是复古，“好看的杂志不能仅仅是外表‘好看’，内容也要让人满意，但《科幻+》耀眼的地方显然不是那些文章。”劳勒也有同样看法，觉得杂志“同时代格格不入”，“从头到尾都很平淡”。为了鼓励作者在文章中包含合理的科学预测，根斯巴克设计出奖励符号，主体是带有字母（“科幻”的首字母缩写）的球体，上面还有颗五角星。首篇获奖文章是第一期的《火星探索》（Exploration of Mars），就是根斯巴克本人的作品，劳勒认为此举算是“颇具特色的自我吹捧”。
《科幻+》的稿酬为每字两到三美分，足以同当时的主流杂志竞争。虽然整体理念过时，但莫斯科维茨还是登出一些颇受好评的作品，如西马克的《太空世代》（Spacebred Generations）就得到劳勒“仿若宝石”的高度评价，他还称赞法默的《奇怪的冲动》是杂志自始至终质量最高的作品。阿什利也觉得上述两篇文章品质出众，还觉得1953年6月刊载，伦斯特创作的《梦魇行星》（Nightmare Planet）毫不逊色。莫斯科维茨尝试发掘新人，在1953年10月刊登安妮·麦考菲利的处女作《种族自由》（Freedom of the Race），但除麦考菲利外，他提携的其他新人都没能在科幻文学领域站稳脚跟，而且杂志之后也没有再刊登麦考菲利的作品。
除科幻文学外，《科幻+》还包含一些与科学有关但不属文学创作的栏目，如“科学问答”“科学简讯”，这些栏目同其他文章的风格让人回想起二十年前根斯巴克的杂志。阿什利认为《科幻+》的美术表现参差不齐，弗兰克·保罗（Frank R. Paul）很早就曾与根斯巴克合作，每期《科幻+》都有他的作品，但他的创作水平这么多年来却没什么进步。在阿什利看来，另一位给杂志创作过很多画作的亚历克斯·绍姆堡（Alex Schomburg）倒是设计出几张高质量的封面。

## 书目详细信息
| | 一月 | 二月 | 三月 | 四月 | 五月 | 六月 | 七月 | 八月 | 九月 | 十月 | 十一月 | 十二月 |
| 1953 |      |      | 1/1  | 1/2  | 1/3  | 1/4  |      | 1/5  |      | 1/6  |        | 1/7    |
| 《卫星科幻》出版详细信息，表格最左侧是年份，上方是月份，其他数字代表“卷号/期数”， 所有杂志均为山姆·莫斯科维茨主编。 |      |      |      |      |      |      |      |      |      |      |        |        |

《科幻+》配有副标题《展望未来》（Preview of the Future），全部七期均是山姆·莫斯科维茨主笔，根斯巴克是杂志编辑并撰写社论。杂志前五期采用大尺寸铜版纸印刷，后两期改用廉价木浆纸但尺寸不变，定价始终是35美分，每期64页。杂志没有再版选集或他国版本。20世纪50年代中期，澳大利亚杂志《科幻月刊》（Science-Fiction Monthly）起初有多期采用《科幻+》的文章，其中前四期几乎完全照搬。此外，1954年面世的瑞典科幻杂志《惊讶》（Häpna!）也曾大量采用《科幻+》的封面和内页插图。

### 脚注
1. ↑  Ashley-2005，第385頁.
2. 1 2  history-1.
3. 1 2  history-2.
4. ↑  Ashley-2000，第91頁.
5. 1 2 3 4 5 6 7  Ashley-2005，第58–59頁.
6. 1 2  encyclopedia-profile.
7. ↑  Ashley-2005，第381頁.
8. ↑  Ashley-2000，第50頁.
9. ↑  Ashley-2000，第54頁.
10. ↑  Ashley-2004，第252頁.
11. 1 2 3 4 5 6 7 8 9  Lawler-1985，第541–545頁.
12. ↑  Golden Age.
13. ↑  start-editorial.

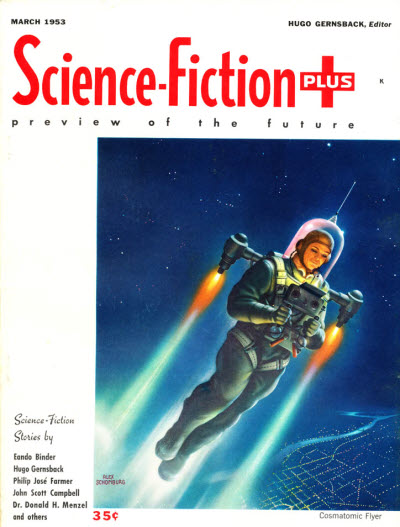
《科幻+》创刊号，封面由亚历克斯·绍姆堡绘制

14. ↑  Science-Fiction Handbook: The Writing of Imaginative Fiction，第115–116頁.
15. ↑  Stone-1985，第537–539頁.
16. ↑  Moskowitz-1983，第92頁.